# Max Seliger

Max Seliger (Porträt von unbekanntem Künstler, vor 1911)

Max Seliger (* 12. Mai 1865 in Bublitz, Hinterpommern; † 10. Mai 1920 in Leipzig) war ein deutscher Maler, Kunstgewerbler und Hochschullehrer, der insbesondere als Direktor der Königlichen Akademie für graphische Künste und Buchgewerbe in Leipzig Bedeutung erlangte.

## Leben
Max Seliger besuchte die Königliche Kunstschule zu Berlin sowie die Unterrichtsanstalt des Kunstgewerbemuseums Berlin und war dort unter anderem Schüler von Emil Doepler und Max Friedrich Koch. Seit 1894 unterrichtete er selbst an der Unterrichtsanstalt.
1901 wurde er Direktor der Königlichen Akademie für graphische Künste und Buchgewerbe in Leipzig. Er nahm eine Neuausrichtung der Akademie vor und stellte dabei die Werkstatt des Kunstschaffenden in den Vordergrund. Er begründete die Leipziger Ausstellung für Buchgewerbe und Graphik 1914.
Seliger schuf vorwiegend monumentale Wandgemälde, Glasmalereien und Mosaike für zahlreiche öffentliche Gebäude, unter anderem für das Reichstagsgebäude und für die Golgathakirche in der Oranienburger Vorstadt in Berlin sowie für die Eingangshalle der Deutschen Bücherei Leipzig.
Literarisch trat er durch Beiträge über Buchgewerbe und Kunstrichtungen der Gegenwart in zahlreichen Kunst- und Fachzeitschriften und durch verschiedene Monographien in Erscheinung.
Max Seliger war Mitglied im Deutschen Künstlerbund.

## Auszeichnungen
- 1893: Medaille in Fine arts, Weltausstellung Chicago
- 1893: Medaille in liberal arts, Weltausstellung Chicago
- 1900: Silberne Medaille der Bauausstellung Dresden
- 1901: Goldene Medaille der Glasmalereiausstellung
- 1904: Goldene Medaille der Weltausstellung St. Louis
- 1910: Grand Prix der Weltausstellung Brüssel